# Autofokus
Autofokus er en funktion i optiske instrumenter, såsom kameraer, mikroskoper og kikkerter, hvor teknikken stiller skarpt, modsat manuel fokus hvor der stilles skarpt ved typisk at dreje en ring på objektivet. Et autofokussystem involverer dels en fokusdetektor og dels et motorsystem til at foretage den egentlige justering.

## Virkemåde
Der findes to grundprincipper for autofokus:
- Aktiv autofokus, hvor systemet måler afstanden til motivet og indstiller fokus derefter.
- Passiv autofokus hvor systemet fokuserer ved at analysere billedet.

### Aktiv fokusering
For at dette system kan virke skal kameraet bestemme afstanden og det gøre enten ved lys (typisk infrarødt) eller ved ultralyd, som dog ikke anvendes på moderne kameraer. Betegnelsen "aktiv" kommer af, at systemet fungerer ved selv at udsende et målesignal. Selve afstandsmålingen foregår almindeligvis ved en tidsmåling mellem det udsendte og det reflekterede signal, svarende til funktionen i en radar eller en sonar.
Fordelen ved aktiv fokusering er at der fungerer selvom der ikke er nogen kontrast i motivet (f.eks. i mørke eller ved ensfarvede objekter). De væsentligste ulemper er en begrænset rækkevidde samt at fokuseringen kan forstyrres af glas eller spejle.

### Passiv fokusering
Passiv fokusering fungerer ved at analysere det motiv som opfanges af kameraet. For at virke skal motivet være relativt kontrastfuldt og relativt godt belyst – nogle forudsætninger som også skal være opfyldt ved manuel fokus.
I praksis kan det gøres på flere måder:
- Triangulering, som virker ved optage motivet gennem to detektorer som er placeret med afstand imellem sig. Billederne fra de to detektorer er koblet sammen ved hjælp af prismer og spejle, og hovedideen er at den ene detektor kan drejes og dermed bringe de detektorbilleder til at passe med hinanden; jo tættere motivet er på, jo mere skal detektorerne drejes mod hinanden, og ved at aflæse vinklingen af detektorerne kan afstanden altså fastslås. Trianguleringssystemet har en lang historie bag sig og blev først brugt som hjælp til manuel fokusering. Det første kamera hvor triangulering blev udnyttet til automatisk fokus var Konicas banebrydende C35AF-model fra 1977, som anvendte en nyudviklet fokusdetektor fra Honeywell[1]. I almindeligt kameraudstyr benyttes denne metode dog sjældent i sin oprindelige form, men den har en del principielle træk tilfældes moderne fasedetektionsfokusering som beskrives nedenfor.

- Kontrastdetektion, hvor billedet afsøges for kontrastområder og derefter indstilles fokus indtil de udvalgte kontrastovergangene fremstår så skart som muligt. Metoden er velegnet til digitale kameraer som umiddelbart kan opsamle et samlet billede af motivet til fokuseringsformål, og i den sammenhæng har metoden den fordel at der ikke skal bruges nogen supplerende, specialiserede fokussensorer. Til gengæld er der nogle ulemper: Kontrastanalysen kan være relativt beregningskrævende og dermed langsom. Dertil kommer at metoden ikke kan forudse hvilken vej fokus skal justeres for at gøre motivet skarpt og derfor er man nødt til at prøve at justere begge veje for at finde ud af hvilken retning der gør billedet skarpt; det medvirker til at sinke fokuseringen. Endelig har systemer af denne type ofte problemer i svagt lys og ved motiver i bevægelse. Det anvendes ofte i kompakte digitale kameraer.

- Fasedetektion, som fungerer ved at at splitte lyset fra motivet, lede det af forskellige veje, og derefter sammenligne de billeder der dannes af de to lysveje. Et tilsvarende princip kendes fra de snitbillede-prismer som findes til fokuseringshjælp i mange spejlreflekskameraer (efterhånden dog kun i de dyre modeller eller som specialudstyr). Systemet kræver specialiserede sensorer til fokusering indbygget i kamerahuset, men har flere ydelsesmæssige fordele. En vigtig fordel er således at det sætter kameraet i stand til at detektere både i hvilken retning, og hvor meget fokuseringen skal ændres. Det giver højere fokueringshastighed og der giver også bedre mulighed for at holde fokus på motiver i bevægelse. Systemet kræver objektiver med en vis mindste blændestørrelse; ikke på grund af lysmængden, men for at få en indfaldende lysstråle der er "bred" nok at blive splittet. Også det kendes fra snitbillede-prismer som bliver sorte hvis objektivets blænde bliver for lille. Systemet anvendes i næsten alle moderne spejlreflekskameraer.